# Lethe tritogeneia
Lethe tritogeneia är en fjärilsart som beskrevs av Hans Fruhstorfer 1911. Lethe tritogeneia ingår i släktet Lethe och familjen praktfjärilar. Inga underarter finns listade i Catalogue of Life.